# Comuna Corbi, Argeș
Corbi este o comună în județul Argeș, Muntenia, România, formată din satele Corbi (reședința), Corbșori, Jgheaburi, Poduri, Poienărei și Stănești.

## Localizare geografică

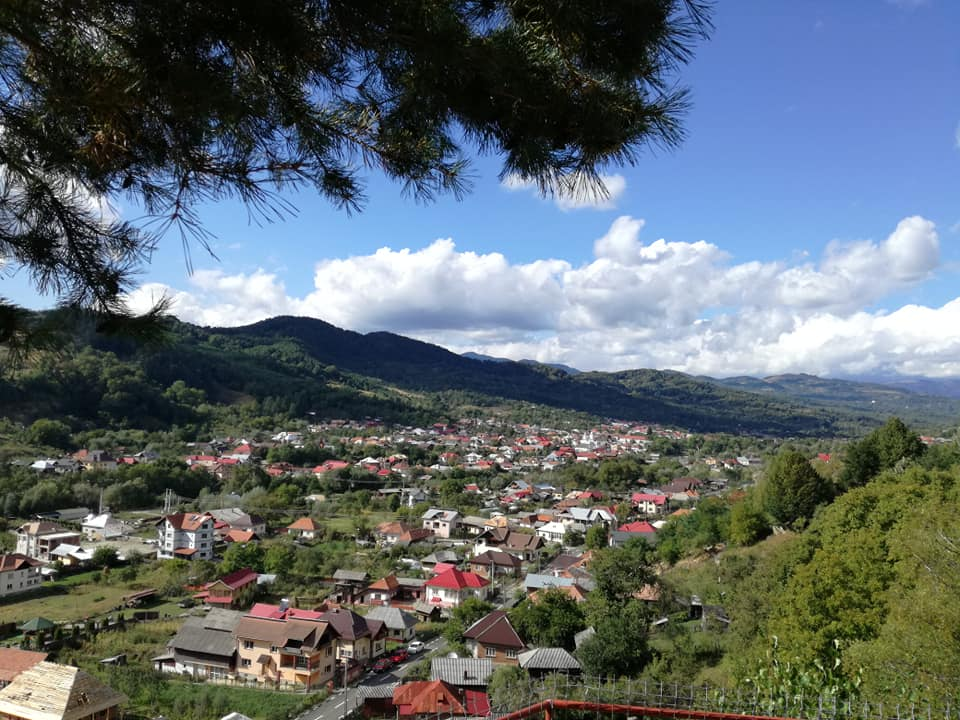
Comuna Corbi, așezare

Comuna Corbi se află în nordul județului Argeș, la poalele Munților Iezer-Păpușa, pe malurile Râului Doamnei. Este străbătută de șoseaua județeană DJ731, care o leagă spre nord de Nucșoara și spre sud de Domnești (unde se intersectează cu DN73C), Pietroșani, Coșești și Dărmănești (unde se termină în DN73).
Comuna Corbi, alcătuită inițial din satele Corbi și Poienărei, iar în 1968 i s-au alăturat satele Corbșori, Stănești și Pârâiești, se învecinează la Nord cu comuna Nucșoara, satul Sboghițești, la sud cu comuna Domnești, la vest cu comuna Brăduleț și Mușătești, iar la est cu Aninoasa.
Depresiune subcarpatică, comuna Corbi, datorită poziției sale, la o altitudine de 530 m, în satul Corbi, iar la Poienărei - 780 m, se situează în rândul comunelor de munte.

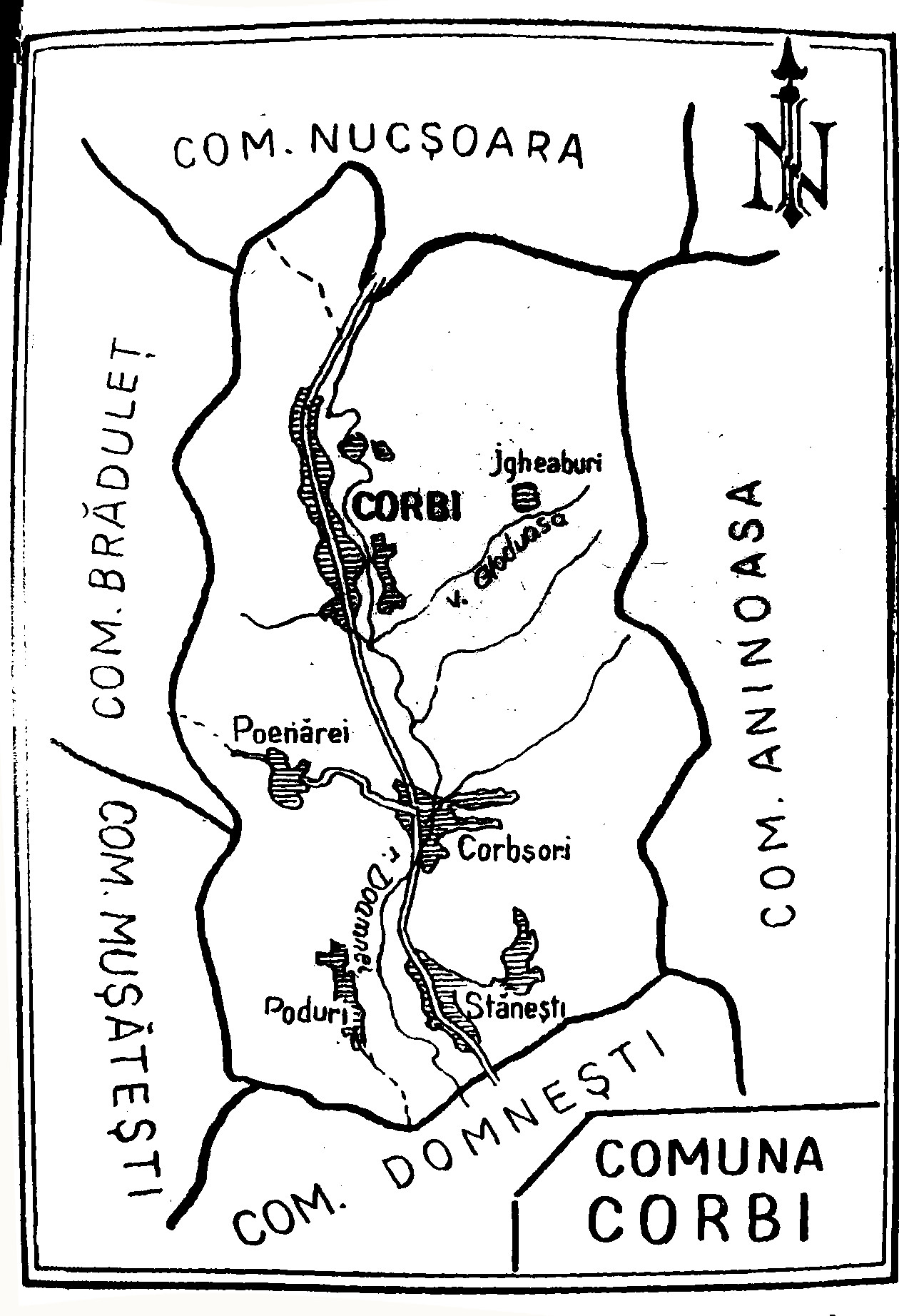
Comuna Corbi - hartă

Comuna este străbătută de șoseaua județeană DJ731, care o leagă spre nord de Nucșoara și spre sud de Domnești.

## Toponimie
Corbi - provine de la numele corbilor, care își făcuseră cuiburi în masivul de gresie din vestul localității. 
Corbșori - toponim diminutival, format din baza toponimului Corbi. Se utiliza și toponimul Corbii Mici. 
Jgheaburi - jghiab - aspectul stâncilor masive de gresie modelete de vânt. 
Poduri - pod - indică existența unui pod care face legătura cu satul Stănești, peste Râul Doamnei
Poienărei - poiană - precizează existența mai multor poieni rele, întrerupte de dealuri, râpi și maluri. 
Stănești - eponimul Stan + sufixul colectiv ești, arată organizarea socială pe bază de obște a așezării.
Constantin-Rădulescu Codin menționează, referindu-se la Stănești: „Satul își trage numele de la primul proprietar, Stănică, care a făcut moșia danie Mănăstirii Negru-Vodă din Câmpulung.”

## Relieful

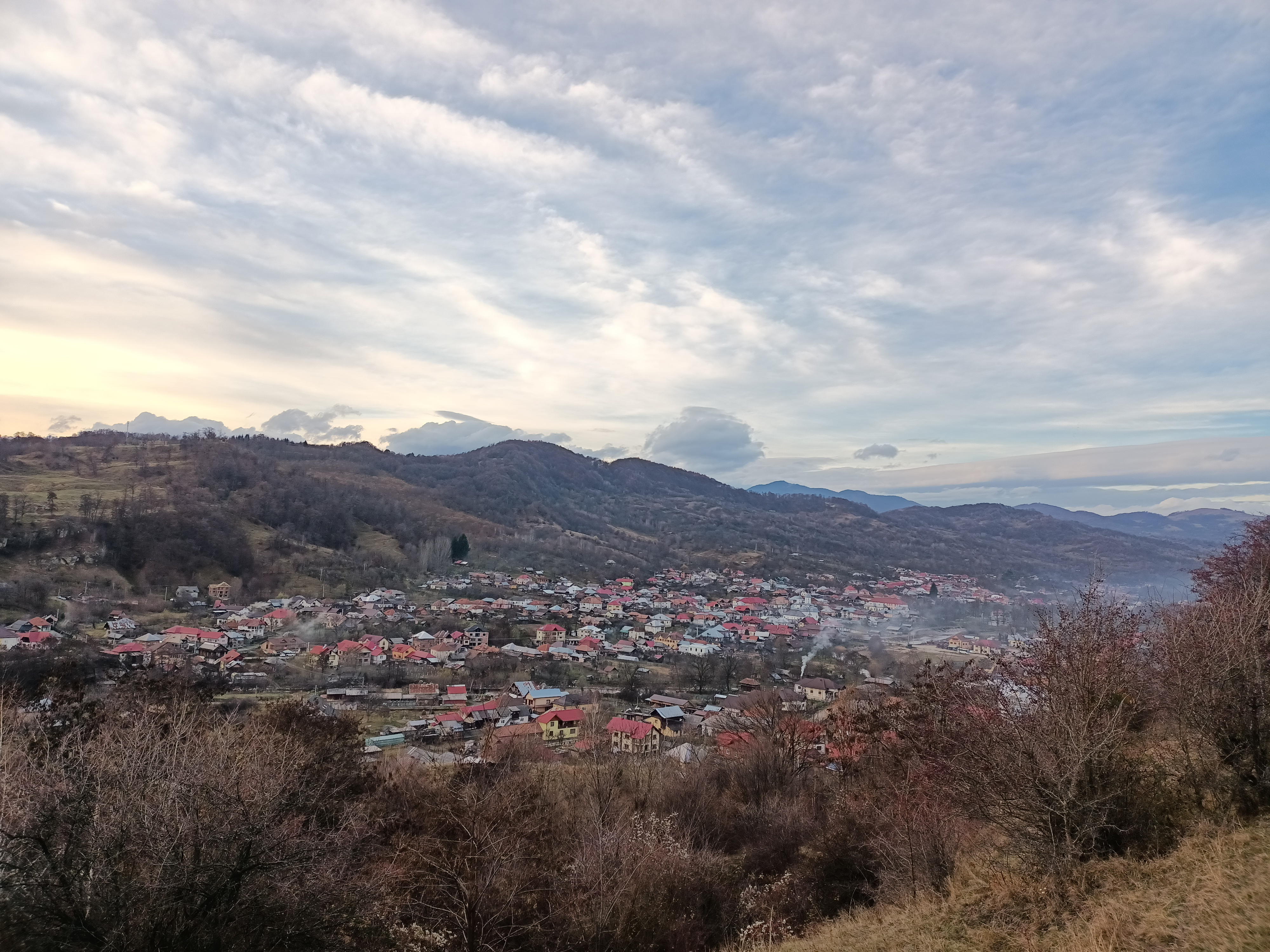
Comuna Corbi, vedere de ansamblu

Munții care țin de Corbi sunt: Șețul, Plăișorul, Lespezi, Preotesele, Spinarea, Basa, Zănoaga, Bândea, Oticul, Ludișorul, Căpățâna, Dara (situat la limita județului, spre Transilvania, și numit astfel pentru că a fost făcut dar sau danie Mânăstirii Curtea de Argeș), Borețu, Mușetescu,  Păpău și Netoiu.
Această grupare de munți este o formațiune compusă din șisturi cristaline, gnias și micașist. 
Subcarpații sunt formați din roci neogene marine și de apă dulce. 
Gresia de Corbi este o rocă poroasă, de culoare brun deschis, ce se sparge ușor, se sfărâmă și nu poate fi folosită la construcții de durată.
Subcarpații (poalele) sunt formați din roci neogene marine și de apă dulce. În structura stratului superior, datorită presiunii din centru și exterior, s-au ridicat culmi și s-au produs prăbușiri, dând loc la înălțimi, unele formând baraje naturale, care în urma miscărilor tectonice barajele s-au prăbușit, dând naștere la văi și râuri. Ele sunt evidente prin existența râpilor rămase încă neacoperite din cauza unghiului de abrupție.
Piatra Doamnei, o piatră de gresie dură, cu o grosime de 4 m și o lungime de 10 m, Piatra Haiducilor, o stâncă cu o înfățișare dominantă, în apropiere de biserica rupestră, i-au atras atenția, artistului cineast Dinu Cocea, care, în 1967, a filmat "Haiducii", folosind în decor aceste locuri.

## Clima
Clima în comuna Corbi este temperat continentală. Temperatura mijlocie anuală oscilează aproximativ 15 grade C, iar temperatura în lunile reci de aproximativ - 3 grade C, iar în lunile cele mai calde nu depășește 27 grade C.  
Vânturile, ce bat regiunea, se lovesc de dealurile ce împrejmuiesc comuna Corbi și își pierd din intensitate. Iarna bate Crivățul de la N.E., aducând zăpadă. Primăvara și toamna bat Austrul și Bălțăreanu, aducând ploaie. În timpul verii adie ușor Zefirul, răcorind atmosfera.

## Higrografie
Râul Doamnei, afluent al Argeșului, este cea mai însemnată apă care curge prin comuna Corbi. Și-a luat numele de la o doamnă care s-a scăldat în dreptul unei pietre mari ce se găsește aproape de hotarul cu comuna Nucșoara, care poartă numele de Piatra Doamnei.
Râul Doamnei izvorăște din Valea Rea și Muntele Bândea, care curge deasupra Budurului Văii Rele, mărindu-și volumul de apă cu izvoarele Zârna, Izvorul Rusului și Cernatul.  
În drumul său, prin munți, are mai multe chei stâncoase, mici cascade. O cascadă de un pitoresc rar întâlnit, se găsește în punctul Valea Rea, la vărsarea izvorului ce vine din muntele Galbena.  
În cuprinsul comunei, Râul Doamnei face mai multe cotituri și mai multe ostroave: Carpenii, Filipoiul, Zăvoiul Mare și Cârstănești. 
Râul Doamnei primește mai multe pâraie: Piatra Doamnei, Bucium, Verdete, Valea Bănățeanu, Valea Olteanului, Valea Gubernoii, Valea Vânătorului, Valea Cârstii, Valea Săroi, pârâul Trestiei, Valea lui Cârsteiu, Valea Carpenului, Valea lui Ștefan Dănică, Valea Giolea, Valea Morii, formată din pârâul Dobrana și pârâul Milea, valea Cremenișului, Valea Bisericii, Valea Dracului, Valea Popii Hulea, Valea Glodoasa.

### Izvoarele minerale.
Un izvor cu pucioasă și iod se găsește în punctul de vest, la 50 de m de Podul Băcioiu, pe șoseaua Domnești-Corbi. 
Un izvor cu sulf și iod se găsește în Valea Morii, la 80 m de Podul la Vică Poinăreanu. 
Un alt izvor cu apă iodurată se găsește în Poienărei, la Fântâna Pietrari, Punctul Dobrana nord.

## Floră și faună

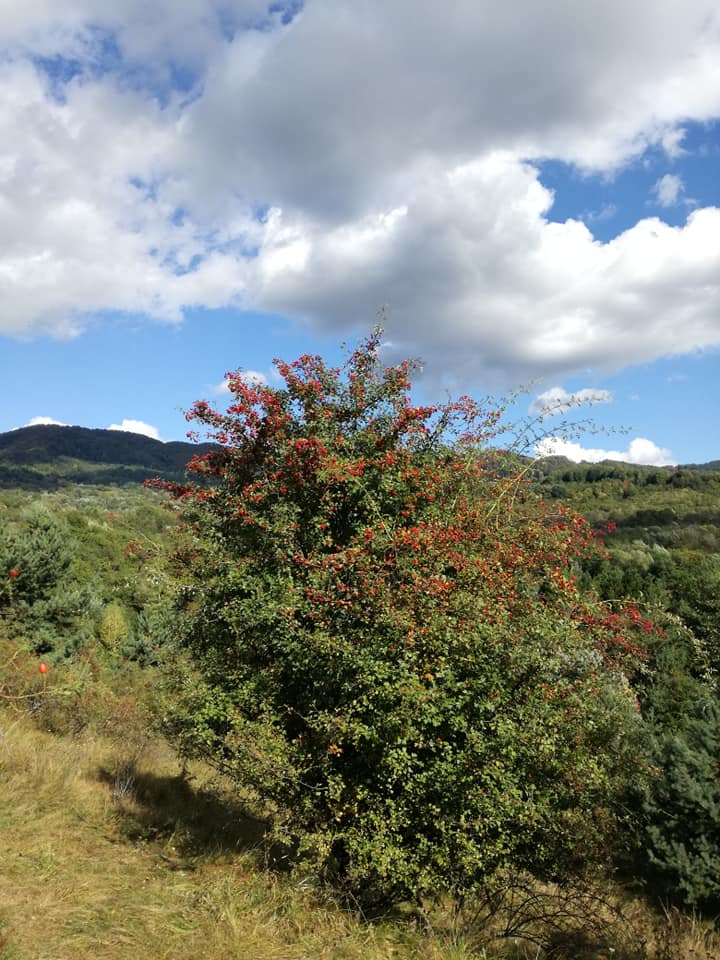
Comuna Corbi, floră

Munții sunt acoperiți cu brazi, molizi.  
În păduri trăiesc multe animale sălbatice: ursul, lupul, cerbul, căprioarele, ciutele, porcul mistreț, pisica sălbatică, râsul, nevăstuica, dihorul, vulpi, viezuri, iepuri. Printre rozătoare se întâlnesc: veverița, iepurele, șobolanul, sobolul.  
În Râul Doamnei și afluenții lui trăiesc trăiesc păstrăvul, mreana, zglăvoacea, verdetele și lipanul.  
Pădurea este formată din fag, plop, frasin, salcâm, carpen, paltin, mesteacăn.În pădure și pe plaiuri se găsesc fragi, mure, mânătărci, bureți lăptoși, ghebe, bureți de prun, de fag, vineciori, spurcaci, buretele pucios. Se găsesc, păpădia, sunătoarea, cimbrul, brădișorul, coada calului, coada șoricelului. 
Păsări: cinteza, ciocănitoarea, eretele, gaița, ciocârlanul, mierla, lăstunul, coțofana, cioara, corbul, uliul. Găsim variate specii de insecte: croitorul, furnica, buburuza, găinușa, greerul, lăcusta, cărăbușul, libelula, coșarul, omida păroasă, omida verde, păduchele verde. 
Reptilele sunt: șarpele de casă, năpârca, vipera, gușteii verzi, șopârle, broasca țestoasă, broasca obișnuită și brotacul verde.

### Monumente ale naturii
Speciile de plante declarate monumente ale naturii pe teritoriul comunei Corbi sunt: ghințura galbenă (Gentiana lutea) și sângele voinicului (Nigritella rubra). Din faună: corbul (Corvus corvus) și cel mai rar pește din România - aspretele (Romanichthys valsanicola), semnalat inițial pe râul Vâlsan.

## Demografie
Componența etnică a comunei Corbi
     Români (97,27%)
     Necunoscută (2,21%)
     Altă etnie (0,5%)
Componența confesională a comunei Corbi
     Ortodocși (97,38%)
     Necunoscută (2,21%)
     Altă religie (0,39%)
În 1889, populația comunei Corbi era de 1553 locuitori: 802 bărbați și 751 femei, cu 400 de capi de familie care trăiau în 300 de case. Populația comunei Poienărei era de 336 de locuitori: 163 de bărbați și 193 femei, cu 56 capi de familii, trăind în 65 de case.
După recensământul din 1912, populația comunei Corbi era în total de 2082 locuitori, dintre care 1002 bărbați și 1080 femei. Satul Corbi - 915 locuitori: 447 bărbați și 468 femei; Poienărei - 407 locuitori: 186 bărbați și 221 femei; cătunul Alexandria - 185 de locuitori: 90 de bărbați și 95 de femei; cătunul Puia - 278 locuitori: 142 de bărbați și 136 femei; cătunul Sghiab - 207 locuitori: 187 bărbați și 160 femei. Toți români, de religie creștin ortodoxă.
În anul 1938, Comuna Corbi avea o polulație de 2619 de suflete, toți de origine etnică română. 
În anul 1970, populația comnunei Corbi era de 5360 persoane.
Conform recensământului efectuat în 2011, populația comunei Corbi se ridică la 3.784 de locuitori, în scădere față de recensământul anterior din 2002, când se înregistraseră 4.395 de locuitori. Majoritatea locuitorilor sunt români (97,28%). Pentru 2,22% din populație, apartenența etnică nu este cunoscută.
Din punct de vedere confesional, majoritatea locuitorilor sunt ortodocși (97,38%). Pentru 2,22% din populație, nu este cunoscută apartenența confesională.
Declinul demografic al localității continuă, recensământul din 2021 confirmând populația rezidentă la 3.420 locuitori, dintre care 1.738 femei și 1.682 bărbați, cu o scădere totală de 10% în ultimul deceniu. Populația rămâne foarte omogenă din punct de vedere etnic și confesional, toți locuitorii pentru care este cunoscută naționalitate fiind români și aproape toți locuitorii fiind ortodocși (3.092 Ortodocși, 10 Adventiști de Ziua a Șaptea și 313 locuitori pentru care această informație este nedisponibilă).

## Politică și administrație
Comuna Corbi este administrată de un primar și un consiliu local compus din 13 consilieri. Primarul, Constantin Mogaru[*], de la Partidul Social Democrat, este în funcție din 1 noiembrie 2024. Începând cu alegerile locale din 2024, consiliul local are următoarea componență pe partide politice:
|  | Partid                          | Consilieri | Componența Consiliului | Componența Consiliului | Componența Consiliului | Componența Consiliului | Componența Consiliului |
|  | ------------------------------- | ---------- | ---------------------- | ---------------------- | ---------------------- | ---------------------- | ---------------------- |
|  | Partidul Național Liberal       | 5          |                        |                        |                        |                        |                        |
|  | Partidul Social Democrat        | 5          |                        |                        |                        |                        |                        |
|  | Uniunea Salvați România         | 1          |                        |                        |                        |                        |                        |
|  | Alianța pentru Unirea Românilor | 1          |                        |                        |                        |                        |                        |
|  | Groșanu Valentin                | 1          |                        |                        |                        |                        |                        |

## Economie

### Creșterea oilor
Creșterea vitelor și a oilor, industria lânei se practica la scală largă.
La 5 mai 1948 a luat ființă "Asociația crescătorilor de oi din Corbi" pentru sporirea numărului de oi și îmbunătățirea rasei. În Asociație s-au înscris toți cetățenii care aveau oi, în Corbi și Poienărei; în total un efectiv de 13800 de oi.
La recensământul din 1970, în comună se totalizează un număr de 8431 oi și 1256 bovine.
Corbenii țin oile la stâni pe trei regiuni de munte, în munții Plăișorului, Plaiul Mare și Sețul. Plăișorul cuprinde munții cu stâni: Preotesele, Malița, Drăghina Mare, Drăghina Mică și Spinarea.
Plaiul Mare, cuprinde: Căbucetul, Lespezile, Dobroneagu, Bassa, Zănoguța, Urdea și Movrea.  
Șețul cuprinde: Jupâneasa, Băneasa, Păpăul, Groapele, Iezerul, Roșul, Oticul, Mezea, Călțunul, Fața lui Plaveș, Valea Vladului și Brătila.
De la 21 mai și până la 1 septembrie, pășunatul se face în golul alpin: Plăișorul, Șesu, Preotesele, Spinarea, Bândea. 
Locuința păstorilor este stâna, de obicei compusă din două odăi. Șeful ciobanilor este baciul, a cărui ocupație principală este prepararea brânzei. În unele stâne sunt și femei băcițe.
Comerțul cu animale reprezintă o sursă importantă de venit pentru locuitorii din Corbi. 

### Agricultura
Bărbații comunei Corbi se ocupau cu agricultura, pomicultura, creșterea vitelor, tăiatul buștenilor, cojocărie, iar femeile cu menajul casei, cu cusăturile și țesăturile, excelând în țesutul și făcutul scoarțelor, plocadelor și hainelor din dimie.
Datorită apropierii munților, climei și solului cresc pomi fructiferi: mărul, părul, prunul, nucul, cireșul, vișinul. 
Se cultivă: porumb, fasole, cartofi, dovlecei. Cultivarea zarzavaturilor se face doar pentru folosința casei. Zarzavaturile (varză, ceapă, usturoi, praz) se udă cu apă din râu. 
Se pune mare accent pe cultura pomilor roditori: meri de mai multe feluri (crețești, botane, săsești, sălcii, domnești), peri (motrune, tomnatici, roșioare, pepenești, coconești, ciorești, domnești  și pergamute), pruni (vărateci, grași, toltuși, brumării).
Suprafața comunei este de circa 56,5 km pătrați. Suprafața agricolă înregistrează 5664 hectare, din care: 198 ha teren arabil, 2829 ha pășuni, 1809 ha fânețe, 828 ha livezi și 200 ha păduri.

## Istorie
Pe teritoriul Comunei Corbi au fost descoperite urme ale existenței unor comunități preistorice: topoare de piatră șlefuită, cu perforație pentru înmănușare, materiale arheologice care datează din neolitic(6,600-3,800/3,700 î.H).
Prezența geților este dovedită, pe teritoriul comunei Corbi, printr-o descoperire monetară: o tetradrahmă de la Alexandru cel Mare, descoperită pe teritoriul satului Stănești.
Comuna Corbi, așezată pe valea Râului Doamnei, era formată din satele Corbi și Poienărei, satul Corbi era format din cătunele: Alexandria, Puia și Sghiab. Satul Corbi, unul dintre cele mai vechi ale țării, se numea Corbii de piatră: în anul 1455, 15 aprilie, Vladislav Voievod II dă bătrânului Mogoș hrisov pentru satele: "Corbi pe Argeș în jos Corbii de piatră și peste moșiile Micești și Mălureni."
Pe domeniul Corbilor de piatră, în secolele XIV - XV, era un castel, situat între Slatina și Bahna-Rusului, unde s-a născut Ioan Corvin, voievod al Transilvaniei și guvernator al Ungariei. Fiul său, Mateiu Corvin, a ajuns rege al Ungariei.
În veacul XV - XVI, comuna Corbi făcea parte din județul Pădureților, o fâșie de pământ care se întindea de la dealurile ce despart afluenții Râului Târgului de ai râului Doamnei până în județul Argeș, acum un județ care a dispărul din nomenclatura administrativă.
În prima jumătate a secolului al XVIII, peste locuitorii din comuna Corbi, a venit o puternică colonie de români ardeleni, din pricina persecuților religioase, au venit coloniști din 16 districte. Coloniștii veniți în Corbi sunt de fel din satul Jivna (Jina), nu departe de Sibiu.
Coloniștii din Jina au găsit aici populația de baștină, strânși împrejurul schitului din Sghiab. Familia mai de seamă fiind a Sturzenilor, care, în hrisoavele găsite, arată ca mulți dintre ei au fost boieri de neam.
La sfârșitul secolului al XIX-lea, comuna făcea parte din plaiul Nucșoara al județului Muscel și era formată din satele Corbi și Sboghițești, cu 1553 de locuitori ce trăiau în 396 de case. În comună existau trei pive, două mori, cinci fierăstraie și o dârstă, toate pe Râul Doamnei, patru biserici și o școală mixtă. La acea vreme, pe teritoriul actual al comunei mai funcționau în același plai și comunele Corbșori, Poienărei și Stănești. În comuna Corbșori, formată numai din satul de reședință, trăiau 700 de locuitori și existau o biserică și o școală mixtă cu 37 de elevi. Comuna Poienărei, cu un singur sat, avea o piuă, o moară, patru fierăstraie, o biserică, o școală mixtă și o populație de 336 de locuitori în 65 de case. Comuna Stănești, formată din satele Stănești, Părăești și Podurile, avea 988 de locuitori. Aici existau două mori, două pive, șapte fierăstraie, două biserici și o școală mixtă.
Anuarul Socec din 1925 consemnează desființarea comunelor Corbșori și Poienărei și comasarea lor cu comunele Stănești, respectiv Corbi, aflate acum în plasa Râul Doamnei a aceluiași județ. Comuna Corbi avea 2146 de locuitori în satele Corbi și Poienărei; iar comuna Stănești avea 2147 de locuitori în satele Corbșori, Pârâești și Stănești. În 1931, în comuna Corbi sunt consemnate în plus și satele Alexandria, Piua și Sghiab.
În 1950, cele două comune au fost transferate raionului Curtea de Argeș din regiunea Argeș, iar în 1968, au trecut la județul Argeș. Tot atunci, comuna Stănești a fost desființată, satele ei trecând la comuna Corbi.
În Războiul de Independență (1877-1878), din comuna Corbi, au murit 6 soldați. 
În Primul Război Mondial (1916 - 1918), au murit 57 soldați, 38 dispăruți, 5 invalizi de război și 176 soldați demobilizați la sfârșitul războiului. 

## Monumente istorice

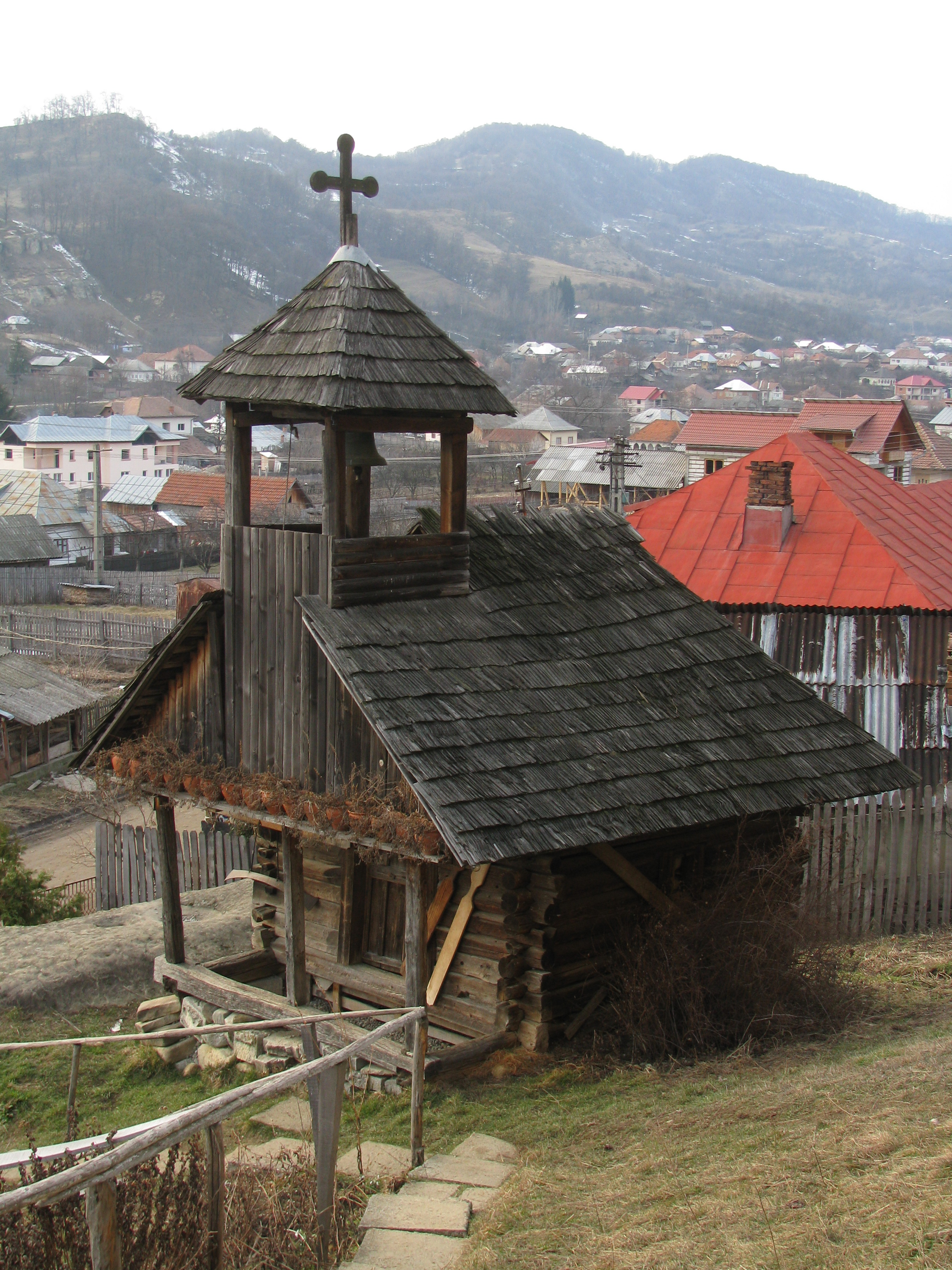
Bisericuța de lemn din Jgheaburi, monument istoric

### Biserica rupestră Corbii de Piatră

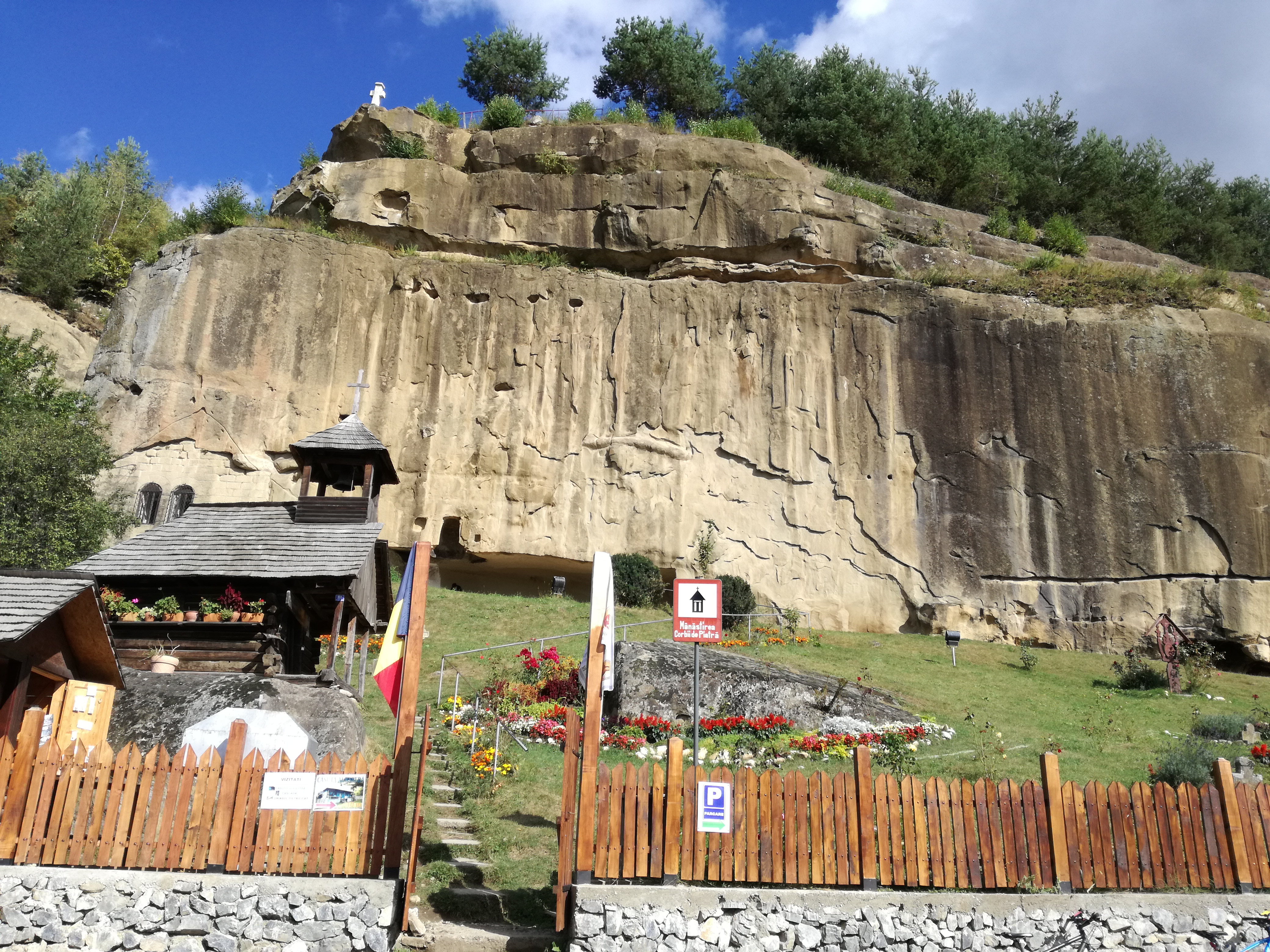
Biserica rupestră Corbii de Piatră

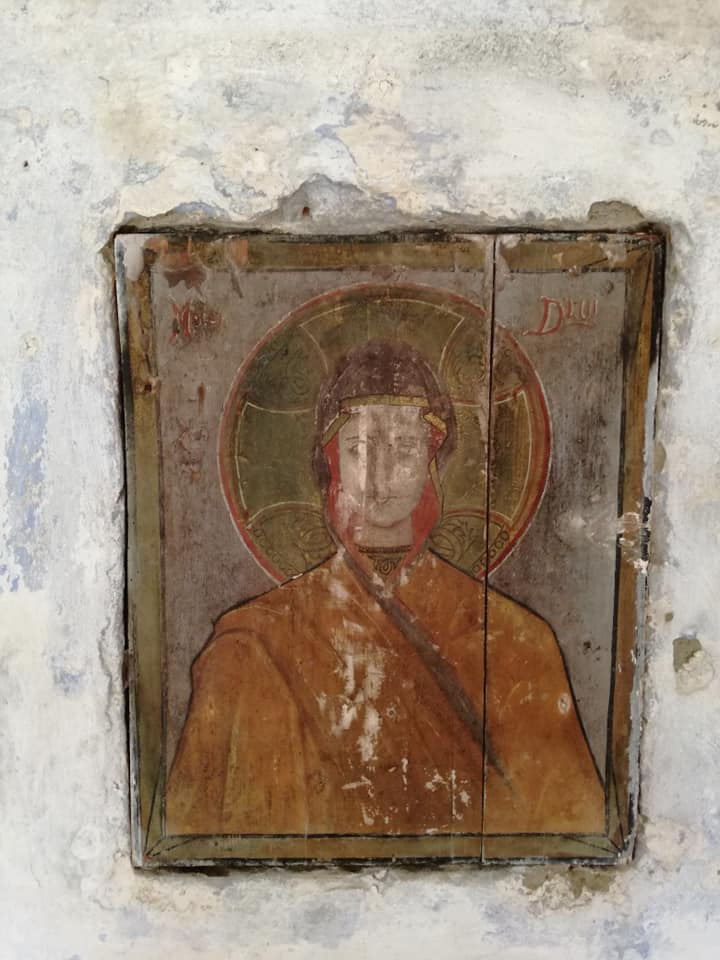
Corbii de Piatră, Icoană 1

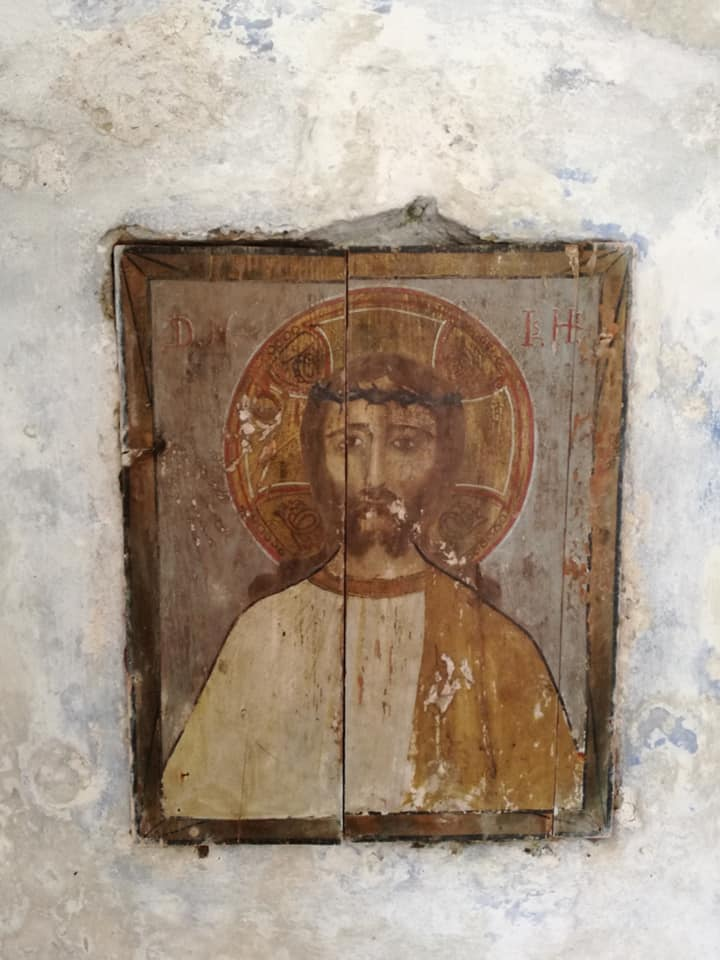
Corbii de Piatră, Icoană 2

Biserica rupestră Corbii de Piatră, săpată în peretele masiv de stâncă înalt de 30 m și lung de 14,50 m, este situată la 400 m de centrul satului Corbi, pe malul stâng al Râului Doamnei, în Jghiaburi.
La sfârțitul secolului XV, o călugăriță, Magdalina, văduva boerului Hamza din Obislav, a făcut, pe cheltuiala sa, un schit de maici lângă biserica rupestră,  primul de acest fel în Țara Românească. Biserica este săpată în piatră și a fost numită biserica Sghiabului, în cătunul Sghiab. 
Unii din bătrâni spun că este făcută de Negru Vodă, alții spun că este făcută de un domn mult mai vechi, numit Harabo-Vodă.
În comuna Corbi se află schitul rupestru „Sfinții Apostoli” (secolele al XIV-lea–al XV-lea, cu refaceri în secolul al XVIII-lea și la 1814) din Jgheaburi, ansamblu monument istoric de arhitectură de interes național, alcătuit din biserica rupestră „Sfinții Apostoli”, ruinele chiliilor rupestre, stânca schitului „Sfinții Apostoli”, o bisericuță de lemn (secolul al XIX-lea) și un cimitir (secolele al XIV-lea–al XV-lea). 
În biserica Sghiabului s-a găsit și un pomelnic vechi: Pomelnicul bisericii Sfinților apostoli, de când s'au găsit acești mai însemnați și de când s'au deschis biserica de prea o sfinția sa Ioan Don leatul 1809 Argeș:
Morți: "Basarab-Voevod, Neagoe-Voevod, Radu-Voevod, Ruxandra Doamna, Despina Doamna, Iosif Arhireul, Grigore Arhireul, Magdalina Monahia, Amza Bratul, Nicifor Arhimadrit, Ioan Sivu monah, Cosma, Partenie Monah și cu tot neamul lor cel adormit".

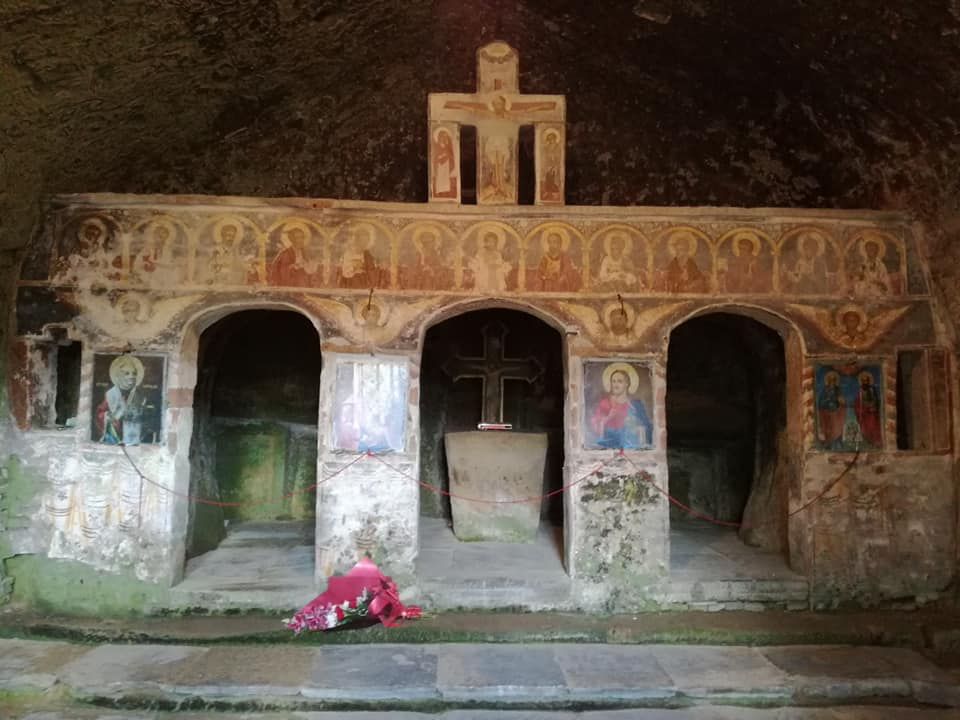
Biserica Corbii de Piatră, altar

Biserica este compusă dintr-un naos dreptunghiular în plan și boltit în arc frânt (7, 60 m x 6,10 m x 4 m Î.) și dintr-un altar bipartit, supraînălțat cu trepe față de nivelul naosului. Altarul prezintă două abise sub formă de potcoavă, aproape egale, dispuse ușor divergent, cu o orientare spre SE și NE.
Biserica rupestră Corbii de Piatră, cel mai vechi ansamblu de pictură, din Țara Româească, cuprinde următoarea iconografie: 1. Seisis, 2. Buna Vestire, 3. Fecioara tronând cu Isus în brațe, 4. Sacrificiul lui Avraam, 5. Nașterea lui Isus, 6. Întâmpinarea la Templu, 7. Învierea lui Lazăr. 8. Botezul, 9. Schimbarea la Față, 10. Înălțarea, 11. Arhanghelul Mihail, 12, Sfinții militari, 13. Isus Emanuil, 14. Pahomie cu Îngerul, 15. Sfânt pustnic.
Tot de interes național sunt și situl arheologic de la Coasta Frumoasă-Cârstienești, aflat la 400 m nord de satul Corbșori și la 500 m est de Râul Doamnei, unde s-au găsit urmele unei așezări medievale din secolul al XV-lea; precum și șase cruci de piatră clasificate ca monumente memoriale sau funerare, datând respectiv din 1790 (cea de la nord de schitul „Sfinții Apostoli” din Jgheaburi), două din 1660–1673, una din 1776 (aflate în satul Poienărei), 1802 și 1725 (în satul Stănești).
În rest, alte opt obiective din comună sunt incluse în lista monumentelor istorice din județul Argeș ca monumente de interes local, toate fiind clasificate ca monumente de arhitectură: casele Gheorghe Popescu (1934) și preot Ion Constantinescu (1928) din Poienărei; biserica „Sfinții Voievozi”-Pârâiești (1816), biserica „Sfânta Treime” (1834), casa dr. Victor Mărtoiu (începutul secolului al XX-lea), căminul cultural (1930) și școala primară (1930) din satul Stănești.

### Biserica-monumentSfânta Treime

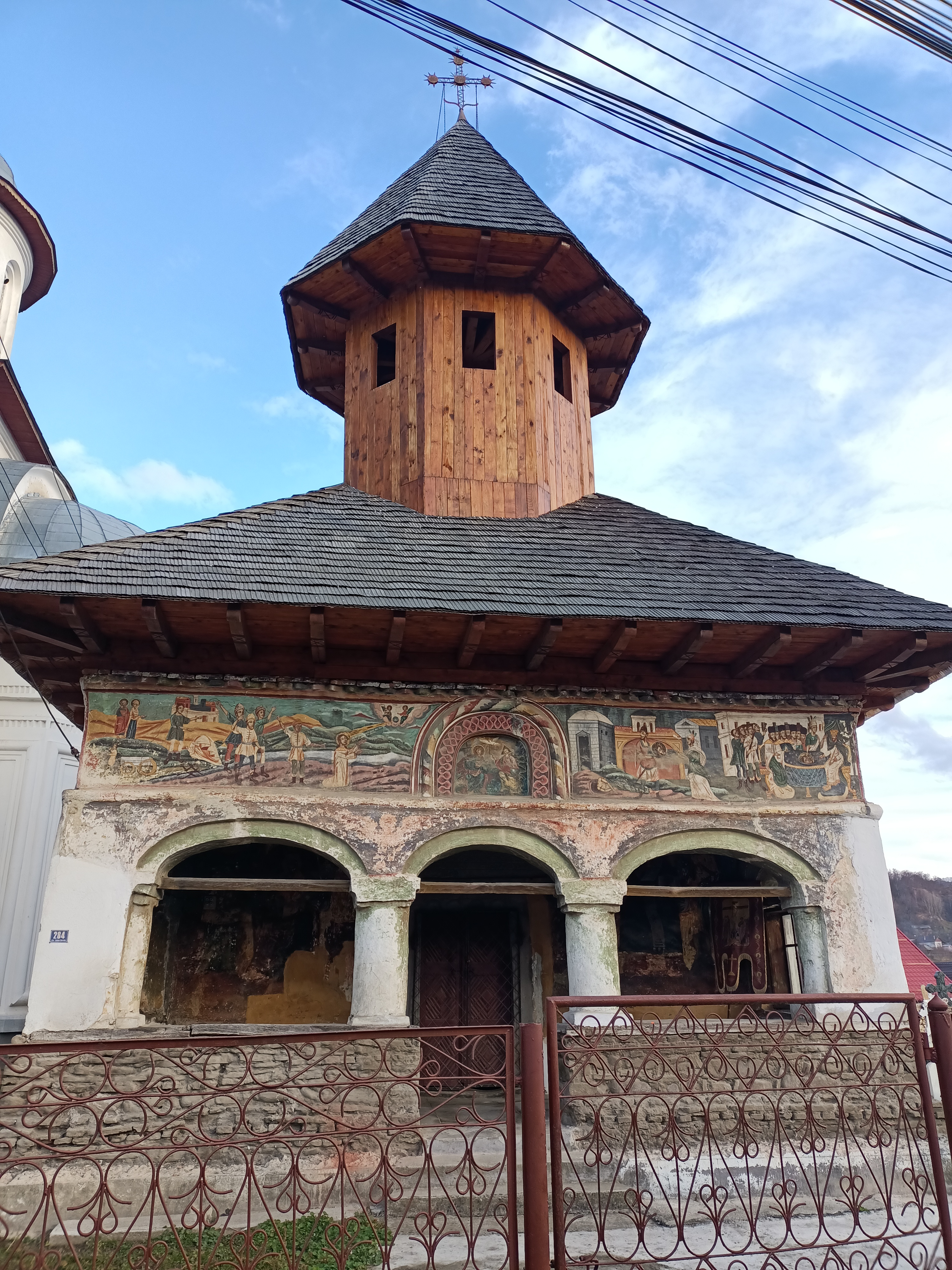
Biserica monument Sfânta Treime

Biserica Sfânta Treime, monument de arhitectură religioasă, amplasată în centrul satului Corbi, a fost ridicată în locul unor edificii ecleziastice, potrivit pisaniei inscripționate în piatră, datând din anul 1830. Pe fundația existentă, s-a ridicat, în anul 1830, actualul monument prin eforturile arhiereilor Grigorie Râmniceanul și Ilarion și cu contribuția unor ctitori din localitate.
Pictura bisericii a fost executată mult mai târziu, în 1846, prin efortul vechilului/arendașului Mănăstirii Argeșului, Giurca Hagi, numit și Rușculescu, boier de neam, înscris pe liste pentru alegeri pentru Divanul ad-hoc. Acesta este reprezentat în tabloul votiv din biserică, alături de soția sa Maria.
Printre valorile bibliofile care au îmbogățit sunt cărțile ritualice: Octoih [1811], Penticostar [1820], Octoih mic [1848], Chiriacodromion [1857], Minunile Maicii Domnului [1859].
Din anul 1966, în interiorul bisericii monument a fost înființat un muzeu cuprinzând cărți și publicații bisericești, icoane vechi, de lemn, obiecte de cult, veșminte preoțești, dar și expoziții de icoane noi, pictate pe sticlă și de artă tradițională. 

### Biserica nouăSfânta Treime

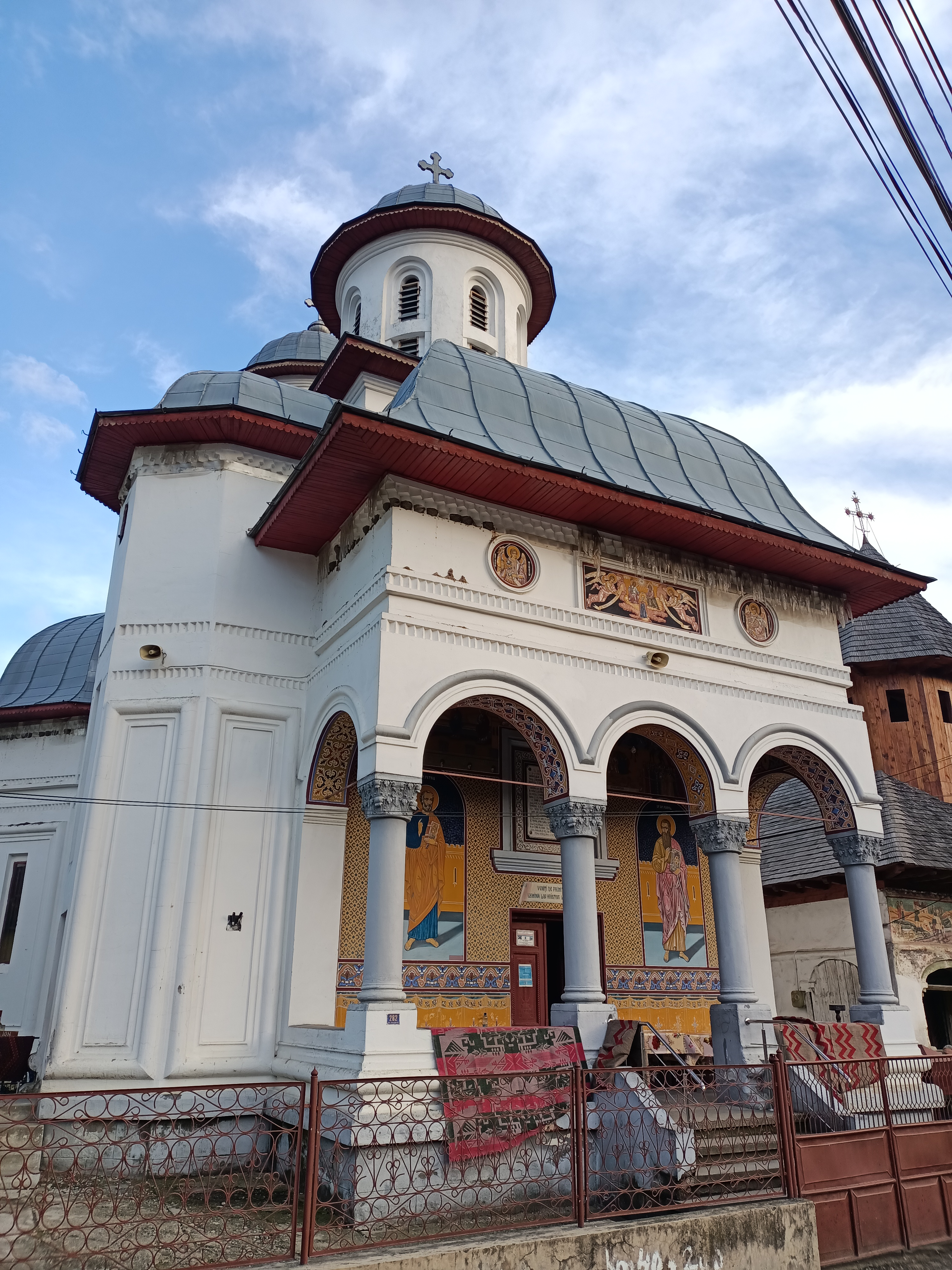
Biserica nouă Sfânta Treime

Pisania atestă că lucrările la biserica nouă au început din anul 1940, în vremea preotului Gheorghe Popescu-Slănic.
Biserica, construită în zona centrală a localității, a fost finalizată în anul 1963. Pictura în frescă este executată în stil neobizantin de pictorul Theodor Petrescu-Tutana. Iconostasul de lemn este sculptat de mesterul Ion Iliescu-Călinești. 
Tezaurul bisericii cuprinde icoane din anul 1830 și de la sfârșitul secolului al XIX-lea semnate de pictorul Gheorghe Belizarie.
Biserica a fost sfințită la 25 octombrie 1963 de episcopul Iosif al Râmnicului și Argeșului, în prezența preotului paroh Ion Corbeanu.

### Crucile de piatră
Cel mai vechi monument epigrafic de acest fel este crucea de formă latină, cu capitel piramidal detașabil, amplasată deasupra peretelui stâncos vestic al bisericii rupestre din Jgheaburi, ce datează din 1699 septembrie 1 - 1700 august 31, potrivit înscripției de pe latura de sud, fiind vizibilă de la mare distanță, indicând locul unde se află așezământul monahal Corbii de Piatră.  
O cruce de piatră datând din 1789 septembrie 1 - 1790 august 31, în formă latină, cu capitel semicircular monolit, fixată într-o rocă masivă, cvasisferică. Este amplasată la 300 m nord de Biserica rupestră din Jghiaburi.  
Un alt monument lapidar, datat din 1838, a fost înălțat în punctul Carpen, la troița de lemn a lui Dănilă. Cruce în formă latină, cu capitel monolit, piramidal, având excizate, în medalioane circulare, siglele: IS (Isus), HS (Hristos), NI, KA - cu semnificația de "Învingător al morții".

## Etnografie și folclor

### Arhitectură

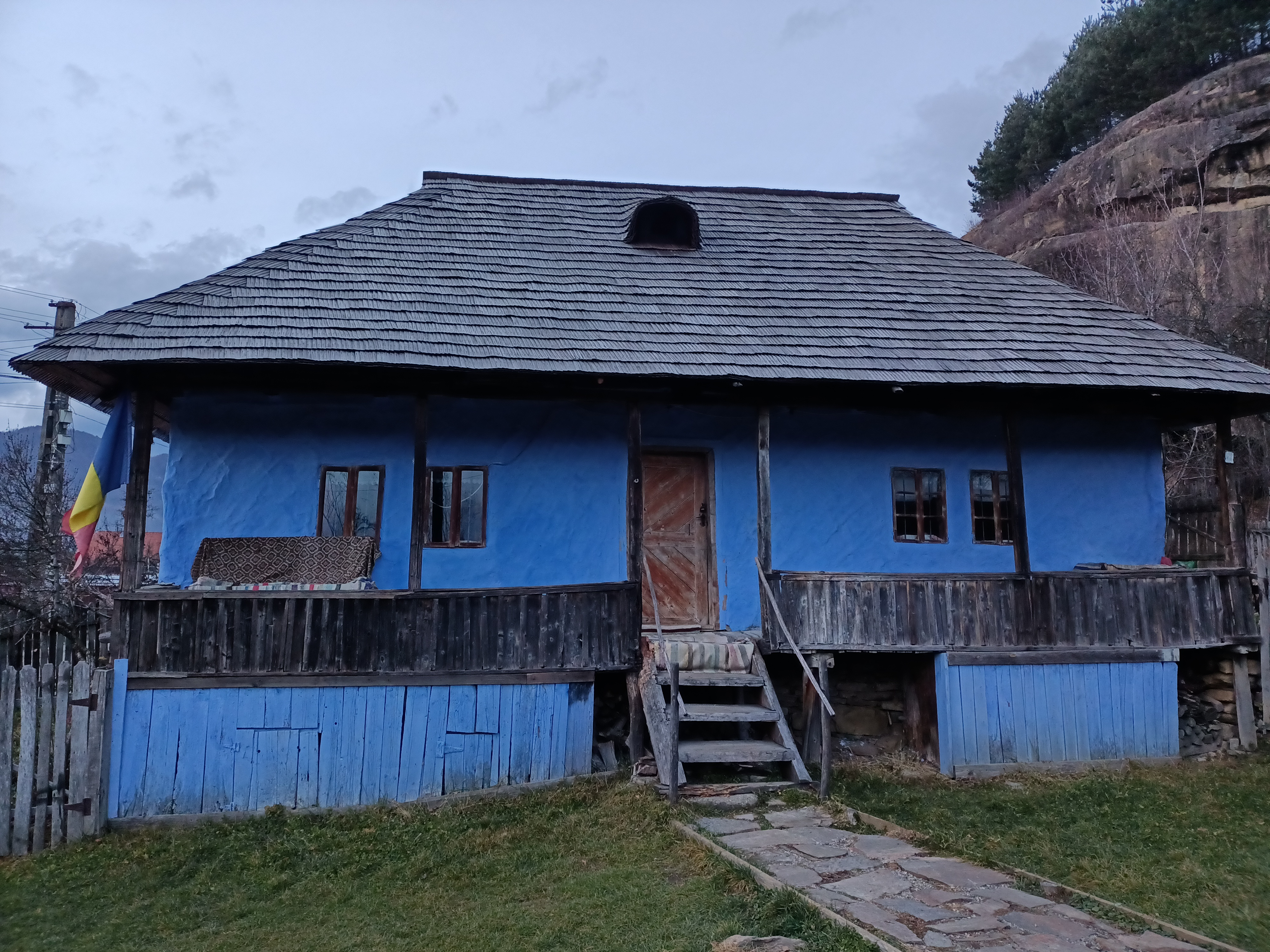
Căsuța albastră, 1891

Arhitectura tradițională este specifică zonei montane a Muscelului. Casele țărănești vechi erau construite din bârne de lemn pe temelii de piatră. Pe fațada principală prezintă o prispă, iar în partea posterioară un depozit pentru produse agricole și unelte pentru uz gospodăresc.  
Construcțiile ridicate la sfârșitul secolului al XIX-lea cuprind la etajul superior spațiile destinate locuirii, iar la nivelul inferior, spațiul pentru depozitarea produselor agricole. Accesul la etaj se făcea pe o scară laterală din lemn.
Pe pereții caselor se întinde o scoarță, peritare ori zăvastră. La icoane se pun batiste și șervete frumos cusute.

### Portul femeiesc
Constantin Rădulescu Codin consemna în studiul "Literatură, tradiții și obieciuri din Corbii Muscelului":
Portul este curat al românilor din Transilvania (comuna Jina). Mai toată îmbrăcămintea e făcută din lână. Chiar sătenii cari se trag din primii locuitori ai satului se poartă tot ca mai sus. La sătenii care nu se poarte ca ei,li se zice Munteni, pe când lor își zic Corbeni.
Costumul femeiesc cu "catrințe" este reflexul vestimentar al originilor ardelenești a unora dintre locuitoarele satului Corbi. Confecționate din lână, catrințele se disting prin repertoriul cromatic: catrința din față este neagră, iar catrința pandant, din spate, este vărgată prin dispunerea paralelă a unor benzi formate din culorile verde, albastru, alb și negru. Găteala capului, diferențiată în raport cu vârsta, constituie un element de individualizare a portului local, ca de altfel și portul pălăriuței mocănești. Învelitura capului este formată din "vălitură"- un carton alb de forma tronconică secționat oblic, care se poartă pe vârful capului - și o "broboadă" de pânză albă, care maschează vălitura. Tinerele femei folosesc, în găteala capului, în loc de broboadă, o hiliuță (batistă albă, brodată cu ample cusături). Încălțămintea femeilor constă din "tureci"- ciorapi fără talpă făcuți din dimie, care îmbracă piciorul de la glenză până la genunchi - și opinci cu "obiele" sau "călțuni". Cămașa din pânză albă, țesută în casă, ia,care prezintă sumare broderii (exclusiv la gât și la mâneci) completează portul femeiesc ce include, în componența sa, în funcție de sezon,o "zeghe" din lână neagră sau o "sarică" de culoare albă.

### Portul bărbătesc
Portul popular bărbătesc are ca piese constituente cămașa cu barbur, pieptarul înfundat, cojoaca ciobănească din piei de oaie prevăzută cu mâneci foarte largi sau zeghe și sarică, cioareci strâmți din dimie albă, căciulă sau renumita pălăriuță mocănească specifice zonei Sibiului. Un element specific portului bărbătesc din Corbi îl reprezintă cămașa de flăcău, care are brodate, pe spate, "cruci" - motiv ornamental cu semnificații profunde, relevând, sub asepct vestimentar, în accepția publică locală, maturizarea purtătorului devenit "crucea casei" - așadar, un sprijin de nădejde al grupului familial.
Flăcăii purtau pe spatele cămășilor cu care ieșeau la horă, flori brodate în chip de cruce.

### Obiceiuri și tradiții
Fetele și femeile țes pânze sau stofe din care se lucrează câmăși, fote, ii, vâlnice, mintene, mantale. 
Așezat la poalele munților și având un trecut zbuciumat, Corbenii au o comoară întreagă de cântece, legende și obiceiuri, prezentând un mare interes etnografic, istoric și filologic. 
O mare parte din legendele, obiceiurile și datinile sătenilor din Corbi, au fost publicate în "Cartea Românească " sub titlul: "Literatură, tradiții și obiceiuri din Corbii-Musctului".
Legende: Lacul cu bani, Râul Doamnei, Piatra Doamnei, Poiana Războiului, Negru Vodă, Poiana Murgului, Biserica din Sghiab, Copil-Roman sau Romănaș, De când se ține minte.
Obiceiuri de Anul Nou. Dimineața zilei de Anul Nou parcă ar fi dimineața și ziua fetițelor până la 12 ani. Ele colindă pe la toate casele zicând: "Bună dimineața lui Sân-Văsiu! "
De Crăciun. În dimineața ajunului, copiii intră după colindețe în casă, zicând: "Bună dimineața la Ajun! Azi e ziua lui Ajun; mâine, moș Crăciun!"
După ce primesc colindețe, la ieșire, zic: "Noi ieșim de aici și Dumnezeu intră aici."
În ziua de Paște, sătenii participă la slujba bisericească, după care se îndreaptă fiecare la casele lor, fără să ia parte la nicio petrecere zgomotoasă. 
Încondeierea ouălor este o adevătată artă. Se cunosc peste 160 de feluri de încondeiere și fiecare are numele său, precum: Calea rătăcită, Mărul lui Adam, Peștele în coteț, Funză de ștejar, Fierul plugului, Cocoana în foișor, Melcul cu șăbac, Floare domnească, Cornul berbecului, Frunză de salcâm, Pătrunjelul, Broasca, Argeșanca, Crucea.

## Personalități
Naum Râmniceanu, cronicar, stihuitor și traducător, s-a născut la 27 noiembrie 1764, în comuna Jina, Județul Sibiu. În Comuna Corbi a fost adus când avea numai 6 luni. 
Copilăria și-a petrecut-o la Corbi, într-o atmosferă religioasă. A fost trimis la București să învețe limba română și greacă, iar la vârsta de 12 ani i-a fost încredințat, pentru educație, arhimandritului Filaret de la Mitropolia Ungro-Vlahiei. La vârsta de 15 ani, Naum a fost hirotonit diacon, la Mănăstirea Hurez. 
În timpul războiului austro-ruso-turc din 1788, Naum este luat prizonier de austrieci și dus în Ungaria, la Nagy-Kanisza. 
Revenit în țară, se stabilește la Râmnic, unde în 1802 a fost numit protosinghel de către episcopul Costandie al Buzăului.   
Din creația literară amintim: Antologie plastică (1788), Adunarea hronologiei domnilor țării noastre (9 iunie 1800), Proemation despre originea românilor și Istoric al Zaverei în Valahia (ambele în limba greacă), Cronograf  și Plângerea și tânguirea Valahiei asupra nemulțumirii străinilor ce au dărăpănat-o (Buda, 1825).    
S-a stins din viață la sfârșitul anului 1838, la vârsta de 74 de ani, și este înmormântat la Mănăstirea Cernica, de lângă București.
În centrul comunei tronează statuia cronicarului Naum Râmniceanu (1764-1838), ridicată în anul 1955, în fața Căminului Cultural din Corbi.    
IPS Teofan (n. 1959), Arhiepiscop al Iașilor și Mitropolit al Moldovei și Bucovinei    
Traian Frîncu (n. 1980), interpret de muzică populară din Muntenia     

## Asociații de înfrățire
Elevii și profesorii din comuna Corbi, au putut călătorii și studia în Franța, după 1989, datorită Asociației Prietenia Corbi-Brunoy, ce a fost înființată din iunie 1989. În anul 1994, delegații din cele două localității s-au vizitat reciproc. În anul 1998, francezii au sprijinit financiar realizarea obiectivelor de alimentare cu apă și canalizare la Dispensarul și la Școala din Corbi.

## Festivaluri

### STONEBIRD Festival
Este un festival de muzică rock, ce se desfășoară pe dealurile satului Corbi. Participă trupe rock din România și Republica Moldova.

### Rapsodia Păstorească
În luna mai 2022, în comuna Corbi, a avut loc cea de-a 50-a ediție a sărbătorii tradiționale Rapsodia Păstorească. Au fost momente artistice de muzică și dans, cu invitați din mai multe județe din țară și Republica Moldova. Dintre concursurile desfășurate: Cele mai frumoase oi și Cel mai frumos berbec, bucate tradiționale, plimbări cu cai.

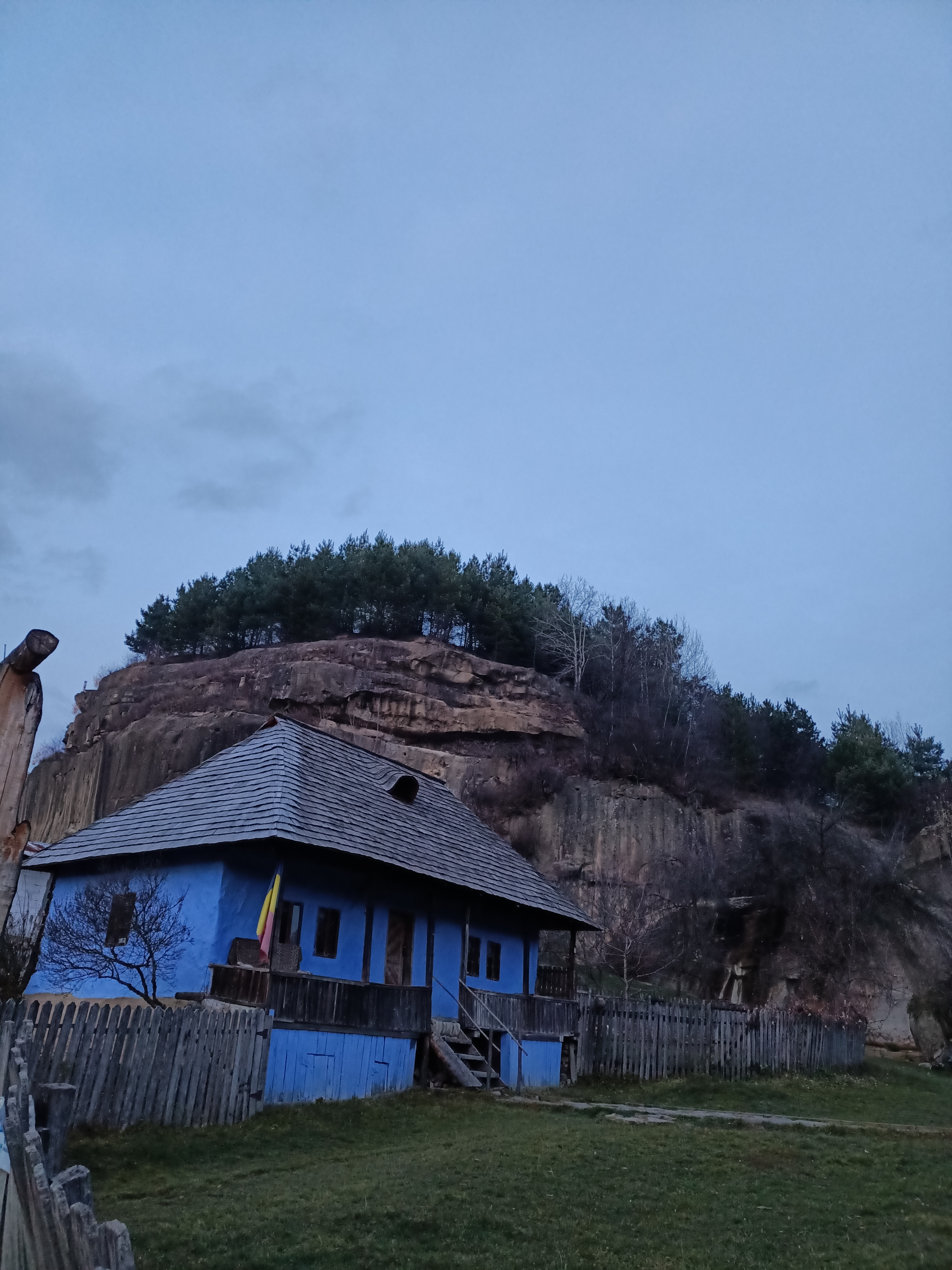
Căsuța albastră 2

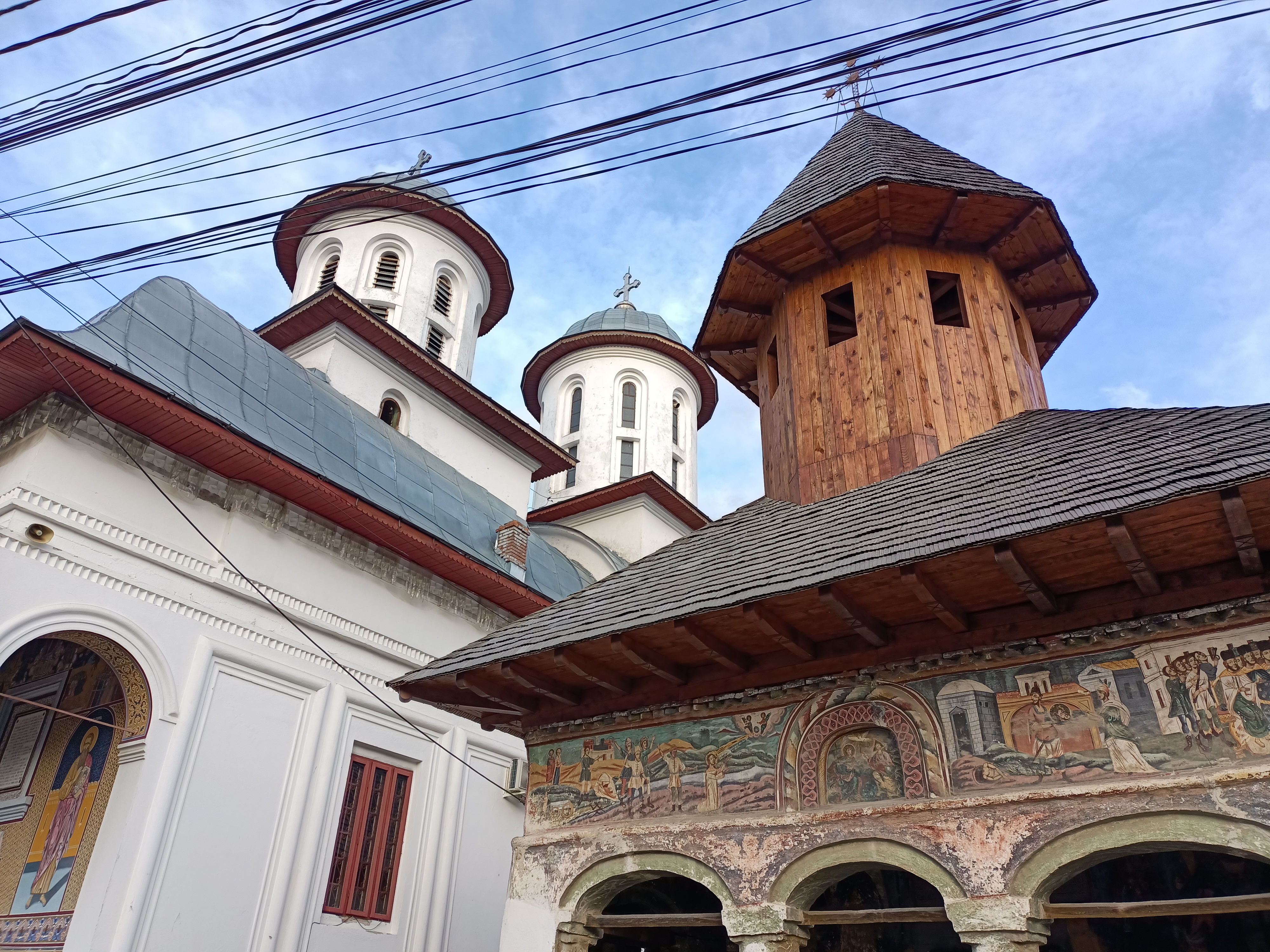
Biserica Sfânta Treime și Biserica nouă Sfânta Treime

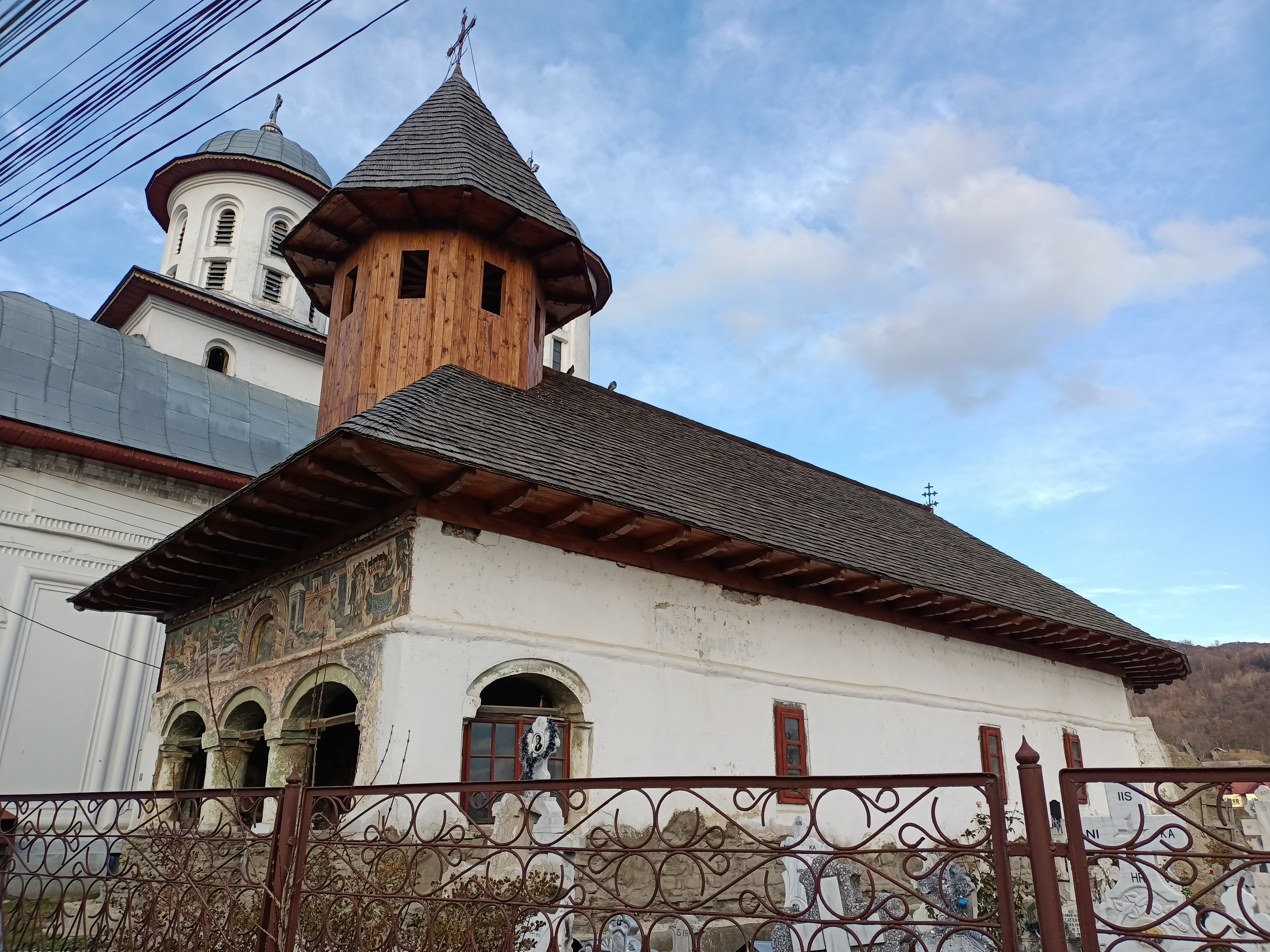
Biserica monument Sfânta Treime 2